# نادي الظهرة
نادي الظهرة الرياضي، هو نادي كرة قدم ليبي مقره في طرابلس. تأسس عام 1947. يلعب النادي في الدوري الليبي الدرجة الثانية.

## الألقاب والإنجازات

### الدوري الليبي الممتاز
- البطل (1): 1984-85.[1]